# توني فيرنا
توني فيرنا (بالإنجليزية: Tony Verna)‏ هو مخرج أمريكي، ولد في 26 نوفمبر 1933 في فيلادلفيا في الولايات المتحدة، وتوفي في 18 يناير 2015 في بالم ديسيرت في الولايات المتحدة بسبب سرطان.

## وصلات خارجية
- الموقع الرسمي